# آبل برتونس
آبل برتونس (انگلیسی: Abel Bretones؛ زادهٔ ۲۱ اوت ۲۰۰۰) بازیکن فوتبال اهل اسپانیا است که در حال حاضر برای باشگاه فوتبال اوساسونا بازی می‌کند. 